# 恋をするなら二度目が上等
『恋をするなら二度目が上等』（こいをするならにどめがじょうとう、英語: fall in love for the second time, bring it on）は、木下けい子による日本の漫画。『Chara Selection』（徳間書店）にて、2018年3月号から2023年1月号まで連載された。
ビジネス誌中堅編集者と大学准教授のボーイズラブ作品。
2024年3月より、実写ドラマが毎日放送の「ドラマイズム」枠にて放送された。

## あらすじ
ビジネス誌の中堅編集者である宮田晃啓は、経済コラムの執筆依頼をするため売れっ子の大学准教授である岩永崇のもとを訪れるが、その男はかつて高校時代の先輩で駆け落ちを約束するも破局した初恋相手であった。
そんな過去も封印して結婚を考える女性の恋人もできて“それなり”に生きていた宮田だったが、偶然の再会を果たした岩永をあくまで仕事相手と割り切るも自分にひたすらアプローチしてくる彼に翻弄されていく。

## 登場人物
宮田 晃啓（みやた あきひろ）
10年目のビジネス誌編集者。仕事で高校時代の初恋相手と偶然に再会する。
岩永 崇（いわなが たかし）
売れっ子の大学准教授。再会を果たした高校時代の後輩で元恋人の宮田を思い続け、ひたすら彼に言い寄る。

## 書誌情報
- 木下けい子『恋をするなら二度目が上等』 徳間書店〈Charaコミックス〉、全3巻
  1. 2019年6月25日発売[4]、ISBN 978-4-19-960796-7
  2. 2020年11月25日発売[5]、ISBN 978-4-19-960849-0
  3. 2023年4月25日発売[6]、ISBN 978-4-19-960943-5
- 木下けい子 『「恋をするなら二度目が上等」番外編集』徳間書店、2024年3月5日発売[7]

## テレビドラマ
2024年3月6日（5日深夜）から4月10日（9日深夜）まで、毎日放送・TBSの「ドラマイズム」枠にて放送された。
主演は長谷川慎（THE RAMPAGE）と古屋呂敏。

### キャスト

#### 主要人物
宮田晃啓〈30〉
演 - 長谷川慎（THE RAMPAGE）（高校時代：望月春希）
岩永崇 / 星澤崇（ほしざわ たかし）〈32〉
演 - 古屋呂敏（高校時代：のせりん）

#### 周辺人物
白石優人〈25〉
演 - 髙松アロハ
福田あこ〈29〉
演 - 永瀬莉子
椙本恭介〈34〉
演 - 白石隼也

### スタッフ
- 原作 - 木下けい子『恋をするなら二度目が上等』（徳間書店 Charaコミックス）[10]
- 監督 - 安川有果、のむらなお[10]
- 脚本 - 綿種アヤ、安川有果[10]
- 音楽 - 小山絵里奈[10]
- オープニング主題歌 - Mel「コヨイノウタ」（HPI Records）[9]
- エンディング主題歌 - Ayumu Imazu「BANDAGE」（WARNER MUSIC JAPAN）[9]
- 幹事会社 - カルチュア・エンタテインメント
- 制作プロダクション - C&Iエンタテインメント
- 製作 - 「恋をするなら二度目が上等」製作委員会・毎日放送

### 放送日程
| 話数   | 放送日  | 脚本              | 監督       |
| ------ | ------- | ----------------- | ---------- |
| 第1話  | 3月06日 | 綿種アヤ          | 安川有果   |
| 第2話  | 3月13日 | 綿種アヤ          | のむらなお |
| 第3話  | 3月20日 | 綿種アヤ          | 安川有果   |
| 第4話  | 3月27日 | 綿種アヤ          | 安川有果   |
| 第5話  | 4月03日 | 綿種アヤ          | のむらなお |
| 最終話 | 4月10日 | 綿種アヤ 安川有果 | 安川有果   |

### ネット配信
| 配信開始月 | 配信サイト    | 配信料金     | 備考       |
| ---------- | ------------- | ------------ | ---------- |
| 2024年3月  | MBS動画イズム | 広告付き無料 | 見逃し配信 |
| 2024年3月  | TVer          | 広告付き無料 | 見逃し配信 |
| 2024年3月  | FOD           | 定額制有料   | 見放題配信 |

| 毎日放送・TBS ドラマイズム | 毎日放送・TBS ドラマイズム | 毎日放送・TBS ドラマイズム |
| 前番組                     | 番組名                     | 次番組                     |
| -------------------------- | -------------------------- | -------------------------- |
| #居酒屋新幹線2             | 恋をするなら二度目が上等   | 滅相も無い                 |